# 이지윤 (바이올리니스트)
이지윤(1992년 8월 13일 ~ )은 대한민국의 바이올리니스트이다. 금호아트홀 바이올린 상주연주자로서 베를린 슈타츠카펠레(:en:Staatskapelle Berlin)에서 악장을 맡고 있다.

## 생애
본래 독주자로서 활약했으나, 베를린에서 오페라를 관람한 이후 오케스트라 입단을 결심하게 되었다. 2017년에 베를린 슈타츠카펠레에 입단하였고, 2018년부터 만장일치로 종신악장에 임명되었는데, 이는 450년 역사상 처음으로 동양인이, 여자가 악장에 임명된 것이다. 현재는 1년에 35주 동안 오케스트라 악장으로서 활동하고 있다.